# Средковець
Сре́дковець (болг. Средковец) — село в Шуменській області Болгарії. Входить до складу общини Каолиново.

## Населення
За даними перепису населення 2011 року у селі проживали 603 особи, з них 601 особа (99,8 %) — турки.
Розподіл населення за віком у 2011 році:
Динаміка населення: